# Агуэро Баррерас, Гаспар
Гаспар Агуэро Баррерас (исп. Gaspar Agüero Barreras; 15 февраля 1873, Камагуэй — 18 мая 1951, Гавана) — кубинский композитор и музыкальный педагог.

## Биография
Родился в музыкальной семье. Сначала учился у своего отца, Оливерио Агуэро, а затем в Европе у Рафаэля Палау. Начал писать оперетты в возрасте 14 лет. Окончил Гаванский университет. Выступал как концертный пианист, руководил гаванским хором «Каталанский Орфей», созданным по образцу одноимённого барселонского. Автор ряда сарсуэл, симфоний, фортепианной и хоровой музыки. С 1902 г. преподавал в консерватории под руководством Хуберта де Бланка. Разработал курс музыкальной педагогики, защитив диссертацию доктора педагогики в Гаванском университете. Агуэро был профессором в течение 58 лет в Ассоциации де Депендентес дель Комерсио (Associacion de Dependientes del Comercio). Считается одним из основоположников систематического музыкального образования на Кубе.

## Влияние
Агуэро Баррерас был достаточно дальновидным педагогом. Его система  музыкального образования ощутила на себе влияние таких философов, как Лейбниц и Декарт. Многие идеи данных философов он воплотил в своей системе преподавания музыкального образования, используя личностно-ориентированный подход в воспитании детей.